# Dalbergia orientalis
Dalbergia orientalis é uma espécie vegetal da família Fabaceae.
Apenas pode ser encontrada no seguinte país: Madagáscar.